# Dominik Martišiak
Dominik Martišiak (sinh 9 tháng 7 năm 2000) là một cầu thủ bóng đá Slovakia thi đấu ở vị trí tiền vệ cho FK Senica tại Slovak Super Liga.